# Hakluyt Island
Hakluyt Island (en groenlandais Appasuak ; en danois Hakluyt Ø), est une île du nord-ouest du Groenland en baie de Baffin appartenant administrativement à Avannaata. 

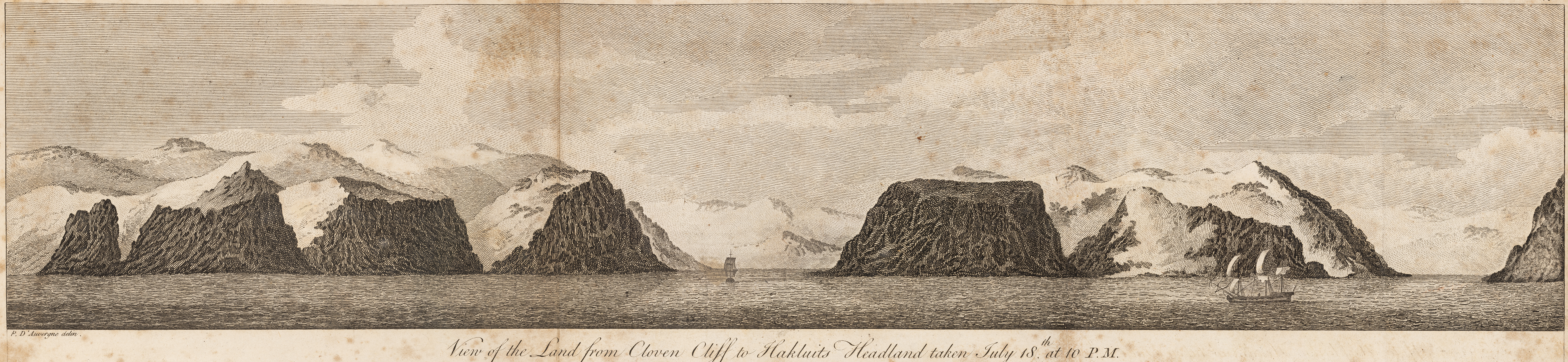
Cap Hakluit, véritable porte vers le Nord, et point de départ réel de nombreuses expéditions.

Elle a été nommée en l'honneur de Richard Hakluyt.